# Don't Be a Drop-Out
"Don't Be a Drop-Out" é uma canção escrita por Burt Jones e gravada por James Brown. Foi a primeira tentativa de Brown em uma canção de cunho social, encorajando os adolescentes a permanecer na escola. Lançada como single em 1966, alcançou o número 4 da parada R&B e número 50 da parada Pop. Também está no álbum James Brown Sings Raw Soul. Bobby Byrd, Vicki Anderson e o grupo vocal feminino  The Jewels contribuem nos backing vocals. A canção levou Brown a se encontrar com o Vice-presidente americano Hubert Humphrey, que estava trabalhando em um programa anti-evasão escolar.
Uma versão sem edições da gravação original de "Don't Be a Drop-Out" foi incluída no box set de 1991 Star Time.